# Jacques Taddei

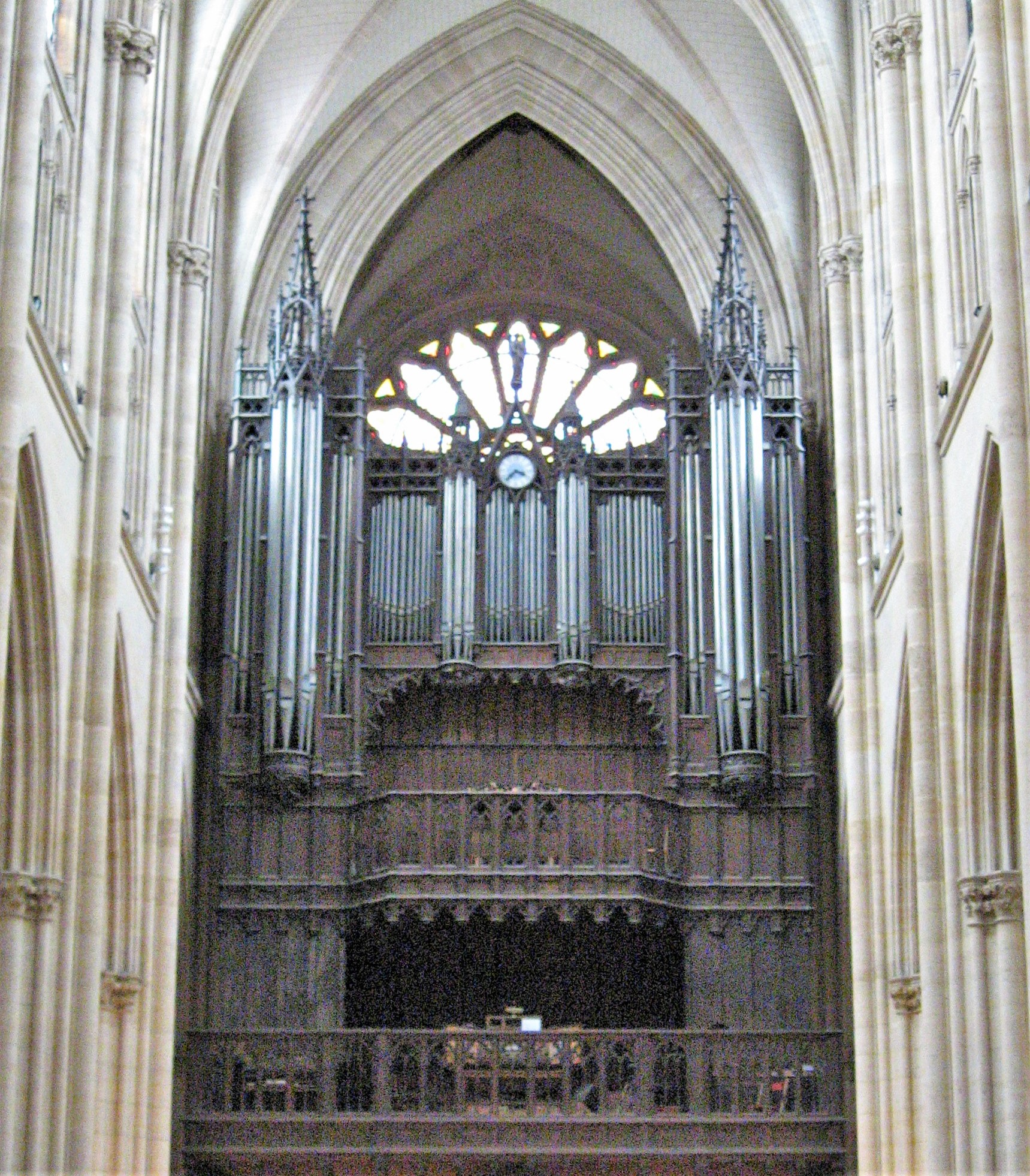
Orgel der Basilika Sainte-Clotilde

Jacques Taddei (* 5. Juni 1946 in Nizza; † 24. Juni 2012 in Paris) war ein französischer Organist und Pianist.

## Leben und Werk
Taddei studierte Philosophie an der Pariser Sorbonne und Musik am Conservatoire de Paris, dessen Direktor er von 1987 bis 2004 war. Bei Tony Aubin studierte er Komposition und bei Marie-Claire Alain und Pierre Cochereau Orgel.
Taddei war seit 2007 Direktor des Musée Marmottan Monet.
Von 1993 bis zu seinem Tod war er Titularorganist an der Cavaillé-Coll-Orgel der Basilika Ste-Clotilde in Paris, 1987–1993 zusammen mit Pierre Cogen. Seit 2001 hatte er als gewähltes Mitglied einen Sitz in der Abteilung Komposition der Académie des Beaux-Arts. Bei Radio France war er Musikdirektor von 2005 bis 2006.
Eine internationale Konzerttätigkeit führte ihn in die meisten Länder Europas, aber auch nach Russland, Hongkong, Korea, Lateinamerika und Japan. Neben dem klassischen Repertoire trat er durch Orgelimprovisationen hervor und spielte etliche CD-Aufnahmen ein.
Taddei starb im Alter von 66 Jahren an einem Herzinfarkt in seiner Wohnung des Monet-Museums.

## Preise und Auszeichnungen
- 1973 war er Gewinner des Grand Prix du Concours Marguerite Long-Jacques Thibaud für Klavier.
- 1980 gewann er den Improvisationspreis des Internationalen Orgelwettbewerbs Grand Prix de Chartres.
- Offizier der Ehrenlegion
- Chevalier des Ordre national du Mérite
- Commandeur des Arts et Lettres